# Canton de Saint-Médard-en-Jalles
Le canton de Saint-Médard-en-Jalles est une circonscription électorale française située dans le département de la Gironde et la région Nouvelle-Aquitaine.

## Histoire
Le canton de Saint-Médard-en-Jalles a été créé en 1982 (division du canton de Blanquefort).
Un nouveau découpage territorial de la Gironde (département) entre en vigueur à l'occasion des premières élections départementales suivant le décret du 20 février 2014. Les conseillers départementaux sont, à compter de ces élections, élus au scrutin majoritaire binominal mixte. Les électeurs de chaque canton élisent au Conseil départemental, nouvelle appellation du Conseil général, deux membres de sexe différent, qui se présentent en binôme de candidats. Les conseillers départementaux sont élus pour 6 ans au scrutin binominal majoritaire à deux tours, l'accès au second tour nécessitant 12,5 % des inscrits au 1er tour. En outre la totalité des conseillers départementaux est renouvelée. Ce nouveau mode de scrutin nécessite un redécoupage des cantons dont le nombre est divisé par deux avec arrondi à l'unité impaire supérieure si ce nombre n'est pas entier impair, assorti de conditions de seuils minimaux. Dans la Gironde, le nombre de cantons passe ainsi de 63 à 33. Le nombre de communes du canton de Saint-Médard-en-Jalles passe de 4 à 3.
Le nouveau canton de Saint-Médard-en-Jalles est formé de communes des anciens cantons de Saint-Médard-en-Jalles (3 communes). Il est entièrement inclus dans l'arrondissement de Bordeaux. Le bureau centralisateur est situé à Saint-Médard-en-Jalles.

## Géographie
Ce canton est organisé autour de Saint-Médard-en-Jalles dans l'arrondissement de Bordeaux. Son altitude varie de 4 m (Le Taillan-Médoc) à 51 m (Saint-Aubin-de-Médoc) pour une altitude moyenne de 27 m.

## Représentation

### Représentation avant 2015
| Période | Période | Identité           | Étiquette | Qualité                                                                         |
| ------- | ------- | ------------------ | --------- | ------------------------------------------------------------------------------- |
| 1982    | 1988    | Dr Georges Meyniac | CNI       | Médecin à Bordeaux                                                              |
| 1988    | 2015    | Serge Lamaison     | PS        | Directeur-adjoint de France-Télécom Maire de Saint-Médard-en-Jalles (1983-2014) |

### Représentation après 2015
| Période élective | Période élective | Mandat | Mandat   | Identité                | Nuance | Nuance | Qualité                                                 |
| ---------------- | ---------------- | ------ | -------- | ----------------------- | ------ | ------ | ------------------------------------------------------- |
| 2015             | 2021             | 2015   | 2021     | Jacques Mangon          |        | MoDem  | Pharmacien, maire de Saint-Médard-en-Jalles (2014-2020) |
| 2015             | 2021             | 2015   | 2021     | Agnès Laurence-Versepuy |        | UDI    | Chef d'entreprise, maire du Taillan-Médoc               |
| 2021             | 2028             | 2021   | en cours | Jacques Mangon          |        | MoDem  | Conseiller sortant                                      |
| 2021             | 2028             | 2021   | en cours | Agnès Versepuy          |        | UDI    | Conseillère sortante                                    |

### Résultats détaillés

#### Élections de mars 2015
À l'issue du 1er tour des élections départementales de 2015, deux binômes sont en ballottage : Jacques Mangon et Agnès Versepuy (Union de la Droite, 44,29 %) et Jean-Luc Trichard et Stephan Trouillet (PS, 26,81 %). Le taux de participation est de 55,79 % (18 924 votants sur 33 918 inscrits) contre 50,54 % au niveau départemental et 50,17 % au niveau national.
Au second tour, Jacques Mangon et Agnès Versepuy (Union de la Droite) sont élus avec 59,78 % des suffrages exprimés et un taux de participation de 53,61 % (10 097 voix pour 18 188 votants et 33 924 inscrits).

#### Élections de juin 2021
Le premier tour des élections départementales de 2021 est marqué par un très faible taux de participation (33,26 % au niveau national). Dans le canton de Saint-Médard-en-Jalles, ce taux de participation est de 35,64 % (13 430 votants sur 37 679 inscrits) contre 33,41 % au niveau départemental. À l'issue de ce premier tour, deux binômes sont en ballottage : Jacques Mangon et Agnès Versepuy (DVC, 35,04 %) et Dahbia Rigaud et Jean-Luc Trichard (Union à gauche, 22,78 %).
Le second tour des élections est marqué une nouvelle fois par une abstention massive équivalente au premier tour. Les taux de participation sont de 34,36 % au niveau national, 33,6 % dans le département et 36,99 % dans le canton de Saint-Médard-en-Jalles. Jacques Mangon et Agnès Versepuy (DVC) sont élus avec 53,58 % des suffrages exprimés (7 065 voix pour 13 941 votants et 37 688 inscrits),,. 

## Composition

### Composition avant 2015
Le canton de Saint-Médard-en-Jalles regroupait quatre communes.
| Nom                                | Code Insee | Codepostal | Superficie (km2) | Population (dernière pop. légale) | Densité (hab./km2) |
| ---------------------------------- | ---------- | ---------- | ---------------- | --------------------------------- | ------------------ |
| Saint-Médard-en-Jalles (chef-lieu) | 33449      | 33160      | 85,28            | 28 839 (2012)                     | 338                |
| Le Haillan                         | 33200      | 33185      | 9,26             | 9 632 (2012)                      | 1 040              |
| Saint-Aubin-de-Médoc               | 33376      | 33160      | 34,72            | 6 350 (2012)                      | 183                |
| Le Taillan-Médoc                   | 33519      | 33320      | 15,16            | 9 335 (2012)                      | 616                |

### Composition à partir de 2015
Le nouveau canton de Saint-Médard-en-Jalles comprend trois communes entières.
| Nom                                            | Code Insee | Intercommunalité   | Superficie (km2) | Population (dernière pop. légale) | Densité (hab./km2) | Modifier                                    |
| ---------------------------------------------- | ---------- | ------------------ | ---------------- | --------------------------------- | ------------------ | ------------------------------------------- |
| Saint-Médard-en-Jalles (bureau centralisateur) | 33449      | Bordeaux Métropole | 85,28            | 32 749 (2022)                     | 384                | modifier les données · modifier les données |
| Saint-Aubin-de-Médoc                           | 33376      | Bordeaux Métropole | 34,72            | 7 764 (2022)                      | 224                | modifier les données · modifier les données |
| Le Taillan-Médoc                               | 33519      | Bordeaux Métropole | 15,16            | 10 966 (2022)                     | 723                | modifier les données · modifier les données |
| Canton de Saint-Médard-en-Jalles               | 3328       |                    | 135,16           | 51 479 (2022)                     | 381                | modifier les données                        |

## Démographie

### Démographie avant 2015
| 1982   | 1990   | 1999   | 2006   | 2011   | 2012   |
| ------ | ------ | ------ | ------ | ------ | ------ |
| 32 352 | 40 185 | 46 574 | 49 530 | 53 133 | 54 156 |

### Démographie depuis 2015
En 2022, le canton comptait 51 479 habitants, en évolution de +6,84 % par rapport à 2016 (Gironde : +6,91 %, France hors Mayotte : +2,11 %).
| 2013   | 2018   | 2022   |
| ------ | ------ | ------ |
| 45 274 | 49 069 | 51 479 |